# Armorial des localités de Hongrie/S-Sz
Cette page donne les armoiries des localités de Hongrie, commençant par les lettres S et Sz.

## Sa-Sá

Salgótarján
Sárisáp
Sarkad
Sarkadkeresztúr
Sásd

## Se-Sé

Seregélyes

## Sza-Szá

Szabadkígyós
Szárász
Szarvas

## Sze-Szé

Szécsény
Szeged
Szeghalom
Székkutas
Szentes
Szentlőrinc

## Szo-Szó-Szö-Sző

Szolnok
Szomód